# Croce Rossa della Costa d'Avorio

il simbolo della Croce Rossa

La Croce Rossa della Costa d'Avorio è la società nazionale di Croce Rossa della Repubblica di Côte d'Ivoire, stato dell'Africa occidentale noto anche come "Costa d'Avorio".

## Denominazione ufficiale
- Croix-Rouge de Côte d'Ivoire (CRCI), in francese, lingua ufficiale dello stato e dell'Associazione.
- Red Cross Society of Côte d'Ivoire (RCCI), in inglese, utilizzata internazionalmente e presso la Federazione.

## Storia
La Croce Rossa della Repubblica di Côte d'Ivoire è stata fondata nel 1960. Dal 1963 è stata riconosciuta dal Comitato internazionale ed è stata ammessa nella Federazione.

## Attività
La CRCI è uno dei membri del Rome Consensus per la lotta alla tossicodipendenza.